# Heinkel He 277
Хейнкель He 277 (нем. Heinkel He 277) — немецкий тяжёлый бомбардировщик.

## История создания
Разработка He 277 велась на основе Heinkel He 177, в тайне от Германа Геринга, запрещавшего его создание. 23 мая 1943 года на встрече Гитлера с лидерами авиационной промышленности рассматривался вопрос о создании двухцелевого бомбардировщика, способного бомбить Лондон ночью и днем с высоты недоступной истребителям, а также действовать по союзным конвоям в Атлантике. Тут же было выдано задание на завершение работ по созданию He 277. He 277 выпускался с именем Не 177b. В мае 1944 года Герман Геринг потребовал немедленно запустить Не 177b в серийное производство темпом не менее 200 самолётов в месяц. 3 июля 1944 года выпуск бомбардировщиков был прекращен, и была принята «срочная истребительная программа». Было выпущено только восемь серийных Не 277, но все они вскоре пошли на слом.

## Лётно-технические характеристики
| Модификация                  | He 277b-6/r-1 |
| Размах крыла, м              | 40,00 |
| Длина, м                     | 21,30 |
| Высота, м                    | 5,60 |
| Площадь крыла                | 132,70 |
| Масса, кг                    | |
| пустого самолета             | 22100 |
| нормальная взлетная          | 44000 |
| Тип двигателя                | Junkers |
| Мощность, л.с.               | 4 х 2060 |
| Максимальная скорость , км/ч | |
| на высоте                    | 565 |
| Крейсерская скорость , км/ч  | 450 |
| Практическая дальность, км   | 7150 |
| Практический потолок, м      | 13400 |
| Экипаж                       | 6 |
| Вооружение:                  | четыре пушки MG 151/20, четыре пулемета MG 131 в хвостовой башне; 500-кг бомба в отсеке; на внешней подвеске: 2 ракеты. |